# Triatoma platensis
Triatoma platensis es un insecto heteróptero y hematófago perteneciente a la familia Reduviidae. Es considerada una especie secundaria de triatomino.Se han registrado especímenes en Argentina, Bolivia, Brasil, Paraguay y Uruguay.A esta especie se la conoce también por Triatoma rosenbuschi. Es de importancia epidemiológica, ya que es un vector de la Enfermedad de Chagas, producida por la infección de Tripanosoma cruzi. No obstante, la infección es poco frecuente, ya que T. platensis tiene hábitos ornitofílicos y las aves son refractarias al parásito.
Es una espcie que puede desarrollar descendencia híbrida con Triatoma infestans.
Presenta alas castaño claras con una mancha dorsal central oscura y patas oscuras. Las patas tienen una corta pilosidad, lo que permite diferencia de Triatoma delpontei.

## Hábitat y distribución
T. platensis es una especie silvestre con hábitos ornitofílicos. Habita en nidos de aves de distintos géneros de la familia Furnariinae (Phacellodomus y Anumbius. Con menos frecuencia, se la asocia a nidos de Psittacidae, en los cuales se registró la presencia de la comadreja overa (Didelphis albiventris), principal reservorio silvestre de T. cruzi.
Puede invadir y colonizar peridomicilios.En estos casos, puede coexistir con T. infestans.T. platensis cumple un rol epidemiológico secundario debido a la hematofagia que puede desarrollar en mamíferos silvestres o domicilarios que incursionen en nidos de aves o gallineros. En ese escenario es cuando se vuelven un vector de transmisión del parásito, ya que las aves son refractarias al mismo.
En Argentina se ha registrado en las provincias de Buenos Aires, Catamarca, Chaco, Córdoba, Corrientes, Entre Ríos, Formosa, Jujuy, La Pampa, La Rioja, Mendoza, Río Negro, Salta, San Juan, San Luis, Santa Fe, Santiago del Estero, Tucumán.

## Clasificación
T. platensis forma parte del subcomplejo Infestans dentro del complejo Infestans. Comparte el subcomplejo con las especies T. infestans y T. delpontei, con las que conforma un grupo monofilético. Presenta similitudes en los patrones de coloración con T. delpontei.
Las similitudes con T. infestans han permitido hipotetizar acerca del origen común de estas tres especies, probablemente ornitofílico. Inicialmente, se habría separado T. delpontei y posteriormente T. platensis y T. infestans, que tienen hospedadores diferentes (aves y mamíferos, respectivamente).